# Parlementaire enquête naar de aanpak van de coronapandemie
De parlementaire enquête naar de aanpak van de coronapandemie is een parlementaire enquête van de Tweede Kamer die onderzoek zal doen naar de Nederlandse aanpak van de coronapandemie. 
Op 4 november 2021 nam de Tweede Kamer unaniem een motie van VVD-Kamerlid Aukje de Vries aan die opriep tot deze parlementaire enquête. Vanwege onenigheid over het onderzoeksvoorstel besloot de Tweede Kamervoorzitter Vera Bergkamp om de enquête uit te stellen. Na de Tweede Kamerverkiezingen van 22 november 2023 is door de Kamer unaniem besloten de enquête te starten. Op 30 januari 2024 ging de commissie van start. Naar verwachting vinden de openbare verhoren plaats in 2026 en volgt aan het einde van dat jaar het rapport.

## Tijdelijke commissie
Ter voorbereiding voor de enquête werd, op verzoek van de vaste kamercommissie van VWS, een tijdelijke commissie ingesteld die een onderzoeksvoorstel voor een parlementaire enquête moest opstellen. Volgens de vaste commissie VWS moest de enquête leiden tot waarheidsvinding en het trekken van lessen voor de toekomst, met focus op volksgezondheid, de maatschappelijke impact van het gevoerde beleid en de wijze waarop afwegingen zijn gemaakt tussen volksgezondheid en andere maatschappelijke belangen. De commissie VWS stelde ook een aantal belangrijke onderzoeksthema’s voor: de informatievoorziening aan de Tweede Kamer, de verhouding tussen Tweede Kamer en kabinet, de inrichting van de crisisorganisatie, de rol van de Tweede Kamer, de omgang met grondrechten en de juridische basis voor de getroffen maatregelen.
De tijdelijke commissie bestond bij aanvang uit de volgende leden, Arib werd met één stem tegen verkozen tot voorzitter:
- Khadija Arib (voorzitter, PvdA)
- Ulysse Ellian (ondervoorzitter VVD)
- Pieter Omtzigt (Lid Omtzigt)
- Wybren van Haga (Groep Van Haga)
- Vicky Maeijer (PVV)

- Hilde Palland (CDA)
- Pepijn van Houwelingen (FVD)
- Nicki Pouw-Verweij (JA21)
- Marijke van Beukering-Huijbregts (D66)
- Liane den Haan (Fractie Den Haan)

Na het aantreden van de tijdelijke commissie kwamen er bij het presidium van de Tweede Kamer meldingen binnen over grensoverschrijdend gedrag door Arib toen zij Tweede Kamervoorzitter was. Directe aanleiding voor de meldingen was het feit dat Arib als commissievoorzitter ambtelijke ondersteuning aanstuurde. Toen deze meldingen in september 2022 naar buiten kwamen en een onderzoek aangekondigd was, gaf de ambtelijke ondersteuning van de commissie unaniem aan wel prettig samen te werken met Arib. Arib zag zich echter door de meldingen en het aangekondigde onderzoek dusdanig beschadigd dat zij besloot de Tweede Kamer en daarmee de commissie te verlaten. Als commissievoorzitter werd zij opgevolgd door ondervoorzitter Mariëlle Paul, die na enkele maanden fractiegenoot Ellian had vervangen als commissielid en ondervoorzitter.
Lidmaatschap van Van Houwelingen - speciaal voor deze commissie vertrok Freek Jansen uit de kamer om plaats te maken voor Pepijn van Houwelingen - en Van Haga van de commissie was vanaf het begin omstreden, omdat zij met regelmaat complottheorieën over corona en coronavaccins verspreidden. De commissie sprak onderling af terughoudend te zijn met het uiten van partijpolitieke standpunten rond corona. Eind september was er ophef omdat Van Houwelingen een foto had bewerkt en geplaatst waarin het leek alsof minister van Volksgezondheid Ernst Kuipers een nazivlag hijst. Van Houwelingen bleef ook in verschillende programma's zich uitspreken over corona. Van Haga nam in februari 2023 ook tegen de afspraken in deel aan een debat over corona. Een deel van de commissie gaf anoniem in het NRC aan daarom voornemens te zijn om Van Haga en Van Houwelingen te vragen uit de commissie te stappen. Een ander deel van de commissie was over dat voornemen verrast en gefrustreerd over het lekken. Na het daaropvolgende commissieoverleg verliet niemand de commissie.
Op 25 mei 2023 werd het onderzoeksvoorstel naar de Kamer gestuurd. In dat voorstel zou de enquête tot en met 2026 duren. Het doel dat de tijdelijke commissie formuleerde kwam overeen met het eerder gestelde doel van de kamercommissie VWS. Om tot het onderzoeksvoorstel te komen sprak de tijdelijke commissie met voorzitters van verschillende adviescommissies en eerdere binnenlandse en buitenlandse enquêtecommissies, zoals die van België, Denemarken en het VK en brachten ze werkbezoeken aan instellingen in Noord-Brabant, Limburg en Utrecht. Tevens spraken ze meerdere personen die zich tijdens de pandemie in meer of mindere mate kritisch uitlieten over de maatregelen, waaronder leden van het Red Team, oud directeur van het Cib Roel Coutinho, Theo Schetters, Ronald Meester en Armand Girbes.
Voor de enquête meldden maar vier partijen zich aan; PVV, FVD, Groep van Haga en Fractie Den Haan. VVD, D66, CDA en GroenLinks wilden het derde rapport van de Onderzoeksraad voor Veiligheid (OVV) afwachten voordat ze besloten of ze Kamerleden willen afvaardigen. GroenLinks gaf bovendien aan dat de vraagstelling te eenzijdig was, namelijk gericht op of er te veel maatregelen genomen waren en niet juist te weinig. Omdat dit niet de beoogde brede samenstelling was, besloot Tweede Kamervoorzitter Vera Bergkamp in juni 2023 om de enquête uit te stellen. Een motie van Van Haga in september 2023 om de enquête zo snel mogelijk te starten, werd met ruimte meerderheid verworpen.

## Parlementaire enquêtecommissie
Na de Tweede Kamerverkiezingen van 22 november 2023 is door de Kamer unaniem besloten de enquête te starten. In maart werd een gedragscode opgesteld voor de leden. In april 2024 werd een aangepast onderzoeksvoorstel aan de kamer gepresenteerd. Inmiddels was het derde deel van het onderzoek van de OVV gepresenteerd en was hiermee het onderwerp "communicatie door de overheid" door de enquêtecommissie overbodig. Tevens werd de vergelijking van coronamaatregelen met andere Europese landen en de totstandkoming van het Europese coronaherstelfonds buiten beschouwing te laten. Reeds bestaande onderzoeken zouden wel bijgevoegd worden.
De parlementaire enquêtecommissie bestond bij aanvang uit de volgende leden, Daan de Kort werd unaniem verkozen tot voorzitter:
- Daan de Kort (voorzitter, VVD)
- Anita Pijpelink (ondervoorzitter, GL-PvdA)
- Peter Smitskam (PVV)

- Rosanne Hertzberger (NSC)
- Claudia van Zanten (BBB)
- Pepijn van Houwelingen (FVD)

In november trok Van Houwelingen zich tijdelijk terug uit de kamer vanwege vaderschapsverlof. Op 1 april 2025 keerde Van Houwelingen weer terug in de kamer maar niet in de commissie. Zijn plaats werd in mei ingenomen door Gideon van Meijeren, die na twee weken al weer opstapte omdat hij naar eigen zeggen geen toegang kreeg tot alle data en dat hij niet de hoofdpersonen onder ede mocht verhoren. Voorzitter De Kort onkende de aantijgingen en verweet Van Meijeren dat hij de gemaakte afspraken en het onderzoeksvoorstel - die ook goedgekeurd waren door de FvD fractie - alsnog ter discussie wilde stellen. Claudia van Zanten werd  vervangen door Mariska Rikkers-Oosterkamp. Eerder wist de commissie alsnog ook het chatverkeer tussen de bewindslieden in handen te krijgen.